# Isla de Montreal
La Isla de Montreal (en francés île de Montréal) es una isla canadiense que está situada en el sudoeste extremo de la provincia francófona de Quebec, entre la Rivière des Prairies y el río San Lorenzo, en la confluencia de este río con el Ottawa. La Isla de Montreal es la isla más grande del archipiélago de Hochelaga con 499 km².

## Nombre
El primer nombre francés de la isla fue "l'ille de Vilmenon", señalado por Samuel de Champlain en un mapa de 1616, y derivado del señor de Vilmenon, patrón de los fundadores de Quebec en la corte de Luis XIII. Sin embargo, en 1632 Champlain se refirió a la isla como "Mont-real" (en español: Monte real) (que se escribe mont Royal en francés contemporáneo) en otro mapa. Este nombre se extendió gradualmente al nombre de la ciudad, que había sido originalmente llamada Ville-Marie (Villa María).

## Demografía
La isla de Montreal en 2007 tenía cerca de 1,8 millones de habitantes, de los cuales cerca de tres cuartas partes (1,6 millones) eran de la ciudad de Montreal. La isla de Montreal tiene casi una cuarta parte del total de la población de Quebec. Constituye una de las 17 regiones administrativas de Quebec. Esta es la región administrativa más poblada de Quebec, mientras que a la vez es una de las dos regiones más pequeñas en tamaño (la más pequeña es la región de Laval).

### Idiomas
57% de los habitantes de la isla de Montreal son de habla francesa, el 18% son angloparlantes (este último grupo se concentra en el oeste de la isla) y el 25% son hablantes de otros idiomas (alófonos).